# Mieczysław Dutczyński

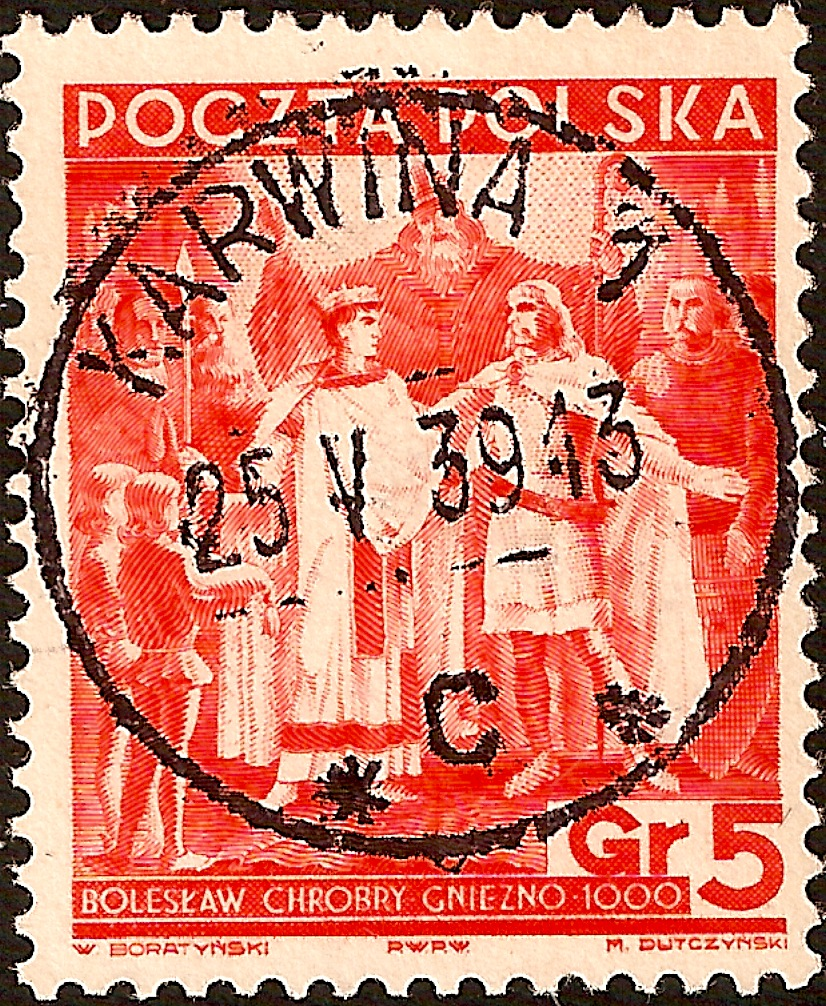
Polski znaczek pocztowy z serii historycznej z 1938 r. rytowany przez M. Dutczyńskiego

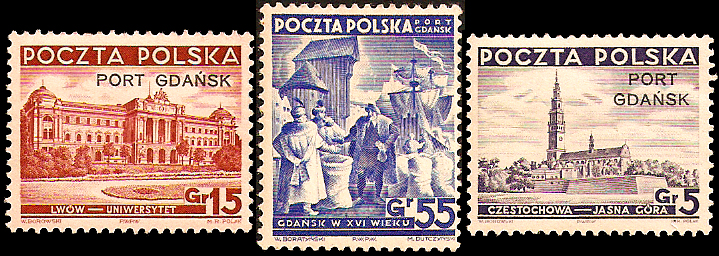
Znaczek pocztowy dla Poczty Polskiej w Gdańsku z 1938 r. (środkowy) rytowany przez M. Dutczyńskiego

Mieczysław Dutczyński (ur. 30 sierpnia 1906, zm. 28 sierpnia 1944 Warszawa) –  w okresie międzywojennym rytownik polskich znaczków pocztowych i banknotów zatrudniony w PWPW w Warszawie.

## Życiorys
Był absolwentem krakowskiej Akademii Sztuk Pięknych, gdzie studiował w klasie Teodora Axentowicza i Wojciecha Weissa. Był autorem wielu artystycznie udanych i stojących na wysokim poziomie prac. Wraz z innymi artystami grafikami pracującymi w PWPW mieszkał w budynku mieszkalnym PWPW przy ul. Rybaki 35 (róg Zakątnej).
Podczas okupacji niemieckiej był członkiem Podziemnej Wytwórni Banknotów, która dostarczała polskiemu podziemiu sfałszowanych pieniędzy i dokumentów. Był członkiem Samodzielnej Grupy AK PWB/17/S w randze podporucznika (ps. „Stecki”), a podczas powstania warszawskiego walczył na terenie kompleksu PWPW dowodząc jedną z drużyn. Prawdopodobnie poległ 28 sierpnia 1944 r. podczas końcowych walk przy obronie gmachu PWPW.

## Dzieła
Znaczki pocztowe (z pominięciem walorów podstawowych z późniejszymi nadrukami):
1938:
- POLSKA: seria historyczna (Zjazd gnieźnieński, 5 groszy/Żółkiewski, Chodkiewicz, 45 gr./Odsiecz wiedeńska – Jan III Sobieski, 50 gr./Powstanie listopadowe, 1 złoty).
- POLSKA: XX-lecie odzyskania niepodległości: prezydent Gabriel Narutowicz, 25 gr. (z bloka).
- POCZTA POLSKA W GDAŃSKU: seria XX-lecie odzyskania niepodległości, polscy kupcy w Gdańsku, 5, 15, 25 i 55 gr.

1939:
- POLSKA: seria FIS Zakopane, 15, 25, 30, 55 gr.